# Ted Nugent (album)
Albums de Ted Nugent
Free-for-All
(1976)
Singles
1. Where Have You Been All My Life
Sortie : 1975
2. Hey Baby
Sortie : mars 1976

Ted Nugent est le premier album solo de Ted Nugent après la dissolution des Amboy Dukes. Il est sorti en novembre 1975 sur le label CBS Records et a été produit par Lew Futterman et Tom Werman.

## Historique
Fin 1974, Ted Nugent, las du manque d'investissement et de discipline de ses condisciples décide de quitter les  Amboy Dukes et de faire une pause d'un an. Pause qui ne dura finalement que trois mois que Nugent passera dans le Colorado à chasser le daim et à se ressourcer.
De nouveau d'attaque, il retourne à la civilisation et décide de monter un nouveau groupe. Rob Grange, ancien bassiste des Amboy Dukes le rejoint, tout comme l' anglais Cliff Davies (ex-If) à la batterie et Derek St. Holmes, qui vient d'un groupe local du Michigan, à la guitare et au chant.
Le nouveau groupe investit le studio The Sound Pit d'Atlanta et enregistre les neuf chansons qui propulseront l'album à la 28e place du Billboard 200 américain. La première piste, « Stranglehold », dure plus de huit minutes et est chantée par Nugent et St. Holmes. Le long solo de guitare a été enregistré en une seule prise et la chanson deviendra un classique lors des prestations scéniques. On trouvera également sur cet album  les chansons, « Stormtroopin' », « Hey Baby », « Just What The Doctor Ordered » et « Snakeskin Cowboys » qui donneront lieu à des prestations live pour le moins vivantes. « Motor City Madhouse », est une ode de Nugent à sa ville d'origine, Détroit. Toutes les chansons sont créditées à Ted Nugent à l'exception de « Hey Baby », signée par Derek St.Holmes.
L'album a été certifié, aux États-Unis, respectivement disque d'or en 1976 pour la vente de plus de 500 000 exemplaires puis double disque de platine en 1986 pour plus de deux millions d'albums vendus. 

## Liste des titres
- Toutes les chansons sont de Ted Nugent à l'exception de "Hey Baby" qui est de Derek St. Holmes.

1. Stranglehold - 8:22
2. Stormtroopin - 3:07
3. Hey Baby - 4:00
4. Just What the Doctor Ordered - 3:43
5. Snakeskin Cowboys - 4:38
6. Motor City Madhouse - 4:30
7. Where Have You Been All My Life - 4:04
8. You Make Me Feel Right at Home - 2:54
9. Queen of the Forest - 3:34

Réédition de 1999
1. Stormtroopin'" [Live] : 6:36
2. Just What the Doctor Ordered" [Live] : 4:52
3. Motor City Madhouse" [Live] : 8:38
4. Magic Party [Studio Outtake] : 2:55

## Musiciens du groupe
- Ted Nugent : guitares, guitare solo, chant sur "Motor City Madhouse", percussions
- Derek St.Holmes : guitare rythmique, chant principal
- Rob Grange : basse
- Cliff Davies : batterie, percussions, vibraphone, chant sur "You Make Me Feel Right at Home"

## Crédits & musiciens additionnels
- Al Clayton : photographie
- Anthony Reale : ingénieur, mixage
- Brian Staffeld : percussion
- Bruce Dickinson : producteur de la réédition
- Lew Futterman : producteur
- Steve McRay : claviers
- Tom Werman : percussions, producteur
- Vic Anesini : mastering

## Charts et certifications
| Pays        | Durée du classement | Meilleur classement |
| ----------- | ------------------- | ------------------- |
| États-Unis  | 62 semaines         | 28e                 |
| Royaume-Uni | 1 semaine           | 56e                 |

| Pays       | Certification | Ventes      | Date              |
| ---------- | ------------- | ----------- | ----------------- |
| Canada     | Or            | 50 000 +    | 1er décembre 1978 |
| États-Unis | 2 × Platine   | 2 000 000 + | 21 novembre 1986  |

Charts singles
| Single   | Chart   | Durée du classement | Position | Date          |
| -------- | ------- | ------------------- | -------- | ------------- |
| Hey Baby | Hot 100 | 5 semaines          | 72e      | 24 avril 1976 |